# Basse danse

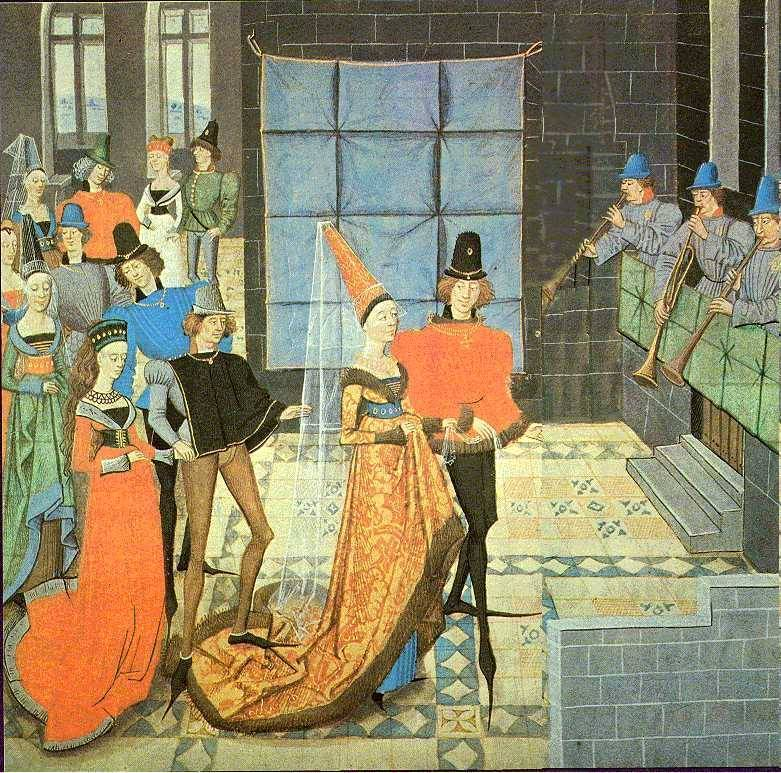
Basse danse.

La basse danse ou bassedanse est une danse européenne des bals de l'aristocratie, en cortège de couples ouverts. La danse est lente et majestueuse, d'où son nom de danse basse, par opposition à la danse haute, plus vive et sautillante. La basse danse apparaît dans les cours européennes au début du XVe siècle et cesse d'être à la mode à la fin du XVIe siècle ou au début du XVIIe siècle.
Décrite vers 1455 par Domenico da Piacenza et par ses successeurs Guglielmo Ebreo et Antonio Cornazzano, la basse danse devient populaire en France quelques années plus tard et est abondamment décrite dans deux ouvrages principaux : le Manuscrit des basses danses dit de Marie de Bourgogne (vers 1495) et l'Art et instruction de bien dancer de Michel Toulouse (vers 1496).

## Structure de la basse danse

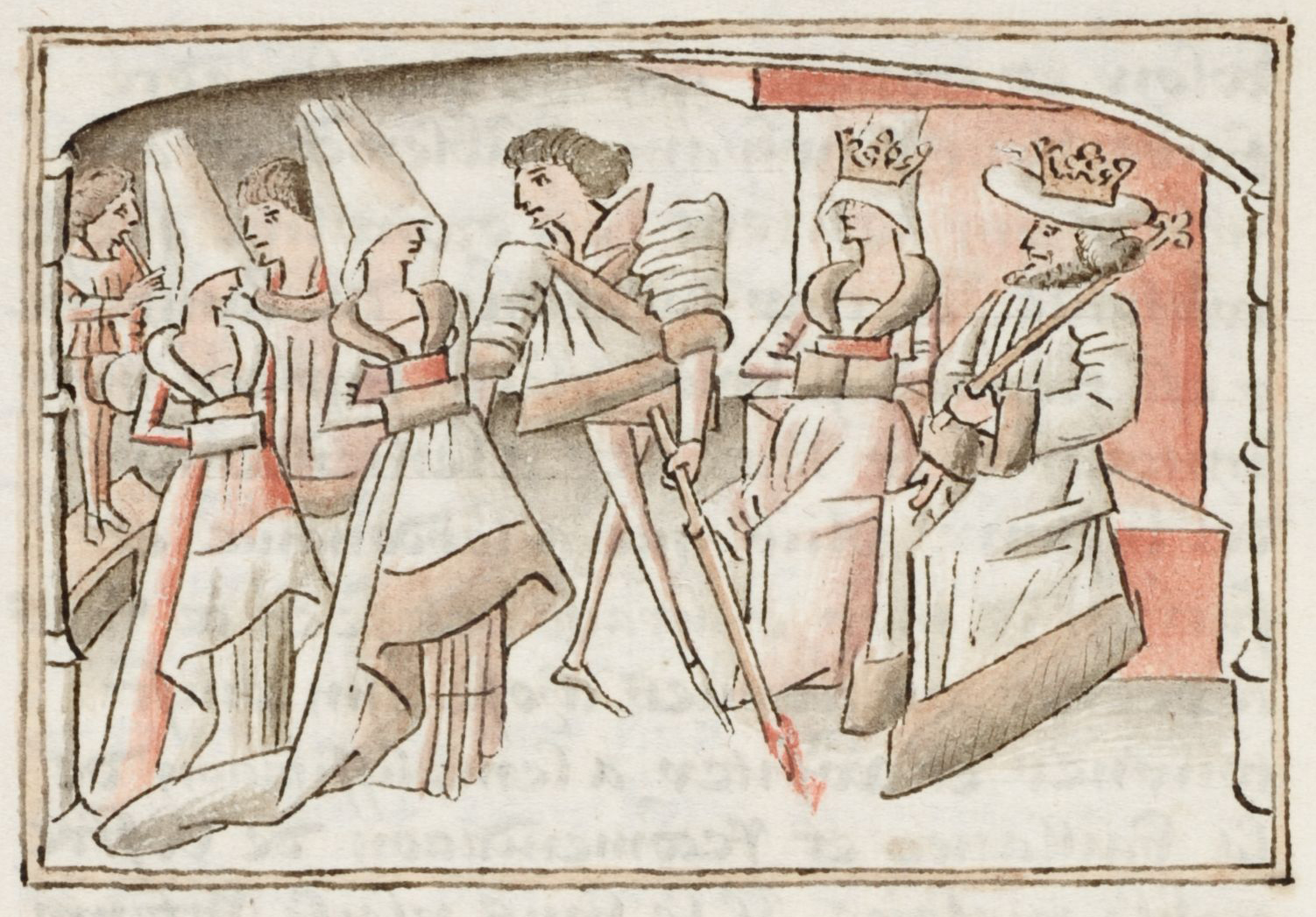
Danse à la cour (KBR, ms. 9631, folio 2v) (15e s.).

La basse danse est formée de plusieurs pas combinés à l'infini en différentes mesures.

### Les pas
- la révérence, figurée par la lettre R : c'est le salut au partenaire par lequel on commence toute basse danse
- la démarche ou reprise, figurée par la lettre r :
  - une démarche : poser le pied droit légèrement en arrière du gauche, sur pointe
  - trois démarches : (1) poser le pied droit légèrement en arrière du gauche, sur pointe, (2) poser le pied gauche à gauche en se tournant à droite vers la dame, (3) poser le pied droit légèrement en arrière du gauche, sur pointe, en revenant à sa position initiale
- le branle, figuré par la lettre b : deux petits pas latéraux (gauche, droit), le corps accompagnant le mouvement d'une légère oscillation
- le simple, qui va toujours par deux, figuré par les lettres ss :
  - premier simple : pied gauche en avant, joindre le droit au gauche
  - deuxième simple : pied droit en avant, joindre le gauche au droit (voir branle)
- le double, figuré par la lettre d :
  - premier double : 3 pas marchés (gauche, droit, gauche), joindre le droit au gauche
  - deuxième double : 3 pas marchés (droit, gauche, droit), joindre le gauche au droit (voir branle)

« Deux pas simples, un pas double, une démarche et un branle occupent autant de temps l'un comme l'autre ».

### Les mesures
La basse danse est divisée en trois parties, composées respectivement des enchaînements de pas suivants :
- la grande mesure, ou entrée de basse danse : R b ss ddddd ss rrr b (5 doubles)
- la moyenne mesure : ss ddd ss rrr b (3 doubles)
- la petite mesure : ss d ss rrr b (1 double)

Chaque mesure peut être :
- (très) parfaite : ss doubles ss rrr b
- plus que parfaite : ss doubles ss r b
- imparfaite : ss doubles rrr b
- très imparfaite : ss doubles r b

### Combinaisons
Les diverses combinaisons donnent le tableau suivant :
| grande mesure  | (très) parfaite   | R | b | ss | ddddd | ss | rrr | b |
|                | plus que parfaite | R | b | ss | ddddd | ss | r   | b |
|                | imparfaite        | R | b | ss | ddddd |    | rrr | b |
|                | très imparfaite   | R | b | ss | ddddd |    | r   | b |
| moyenne mesure | (très) parfaite   |   |   | ss | ddd   | ss | rrr | b |
|                | plus que parfaite |   |   | ss | ddd   | ss | r   | b |
|                | imparfaite        |   |   | ss | ddd   |    | rrr | b |
|                | très imparfaite   |   |   | ss | ddd   |    | r   | b |
| petite mesure  | (très) parfaite   |   |   | ss | d     | ss | rrr | b |
|                | plus que parfaite |   |   | ss | d     | ss | r   | b |
|                | imparfaite        |   |   | ss | d     |    | rrr | b |
|                | très imparfaite   |   |   | ss | d     |    | r   | b |

## Quelques basses danses
Les descriptions sont identiques dans le manuscrit de Bruxelles et dans l'édition de Michel Toulouze.
- Le petit Rouen (à 40 notes à 5 mesures) :

| R b ss ddddd rrr b          | ss d rrr b               | ss ddd rrr b              | ss d rrr b               | ss ddd rrr b              |
| grande mesure très parfaite | petite mesure imparfaite | moyenne mesure imparfaite | petite mesure imparfaite | moyenne mesure imparfaite |

- Filles à marier (à 32 notes à 4 mesures) :

| R b ss ddd ss rrr b          | ss d rrr b               | ss ddd ss rrr b              | ss d rrr b               |
| moyenne mesure très parfaite | petite mesure imparfaite | moyenne mesure très parfaite | petite mesure imparfaite |

- La basse danse du Roy (à 48 notes à 5 mesures)

| R b ss ddddd rrr b       | ss ddd rrr b              | ss ddddd rrr b           | ss ddd rrr b              | ss ddddd rrr b           |
| grande mesure imparfaite | moyenne mesure imparfaite | grande mesure imparfaite | moyenne mesure imparfaite | grande mesure imparfaite |

## La basse danse selon Arbeau
En 1589, l'Orchésographie de Thoinot Arbeau décrit la basse danse comme un enchaînement de trois parties :
- la basse danse (notons l'alternance de d et de r, équivalents en durée)

| R b ss drd r b               | ss dddrd r b                   | ss d r b congé                |
| moyenne mesure très parfaite | moyenne mesure très imparfaite | petite mesure très imparfaite |

- le retour de basse danse

| b d r b                     | ss dddrd r b congé            |
| petite mesure très parfaite | grande mesure très imparfaite |

- suivi du tourdion